# يوسف الصارمي
يوسف الصارمي (1315 - 1407 هـ / 1897 - 1986 م) هو شاعر، من أهل سورية.
هو يوسف بن حسن الصارمي، مولده ووفاته كفر جوايا، صافيتا - محافظة طرطوس. هاجر إلى الأرجنتين وكان من الرواد الأدب العربي في المهجر.
أورد له كتاب «فلسطين في الأدب المهجري» لصاحبه يوسف أيوب حداد، نماذج من شعره.

## المسيرة المهنية
تلقى تعليمه على يد والده، وعلى يد سليمان الأحمد. فاكتسب - بذلك - قاعدة علمية وأدبية مكنته من مواصلة سعيه في طلب العلم. هاجر إلى الأرجنتين (1930) واستقر في مدينة توكومان، ومنها أخذ يراسل الصحف 14 عامًا، ثم أنشأ مجلة المواهب عام 1945، عاشت مجلة «المواهب» حوالي خمسة عشر عاماً، وحين انتقل «الصارمي» إلى العاصمة «بيونس آيرس» نقل تحريرها معه، وكانت سنتها عشرة شهور، وشاركه في تحريرها نسيبه «محمود الصارمي»، وبقيت تصدر حتى عاد إلى «دمشق» عام 1965، ومنها انتقل إلى قريته وبقي فيها حتى وفاته عام 1986. وهي مجلة أدبية رفيعة المستوى، فقد كان من كتابها سليمان الأحمد، وإلياس قنصل، ورشيد سليم الخوري المعروف بالشاعر القروي، وغيرهم، كما أنشأ مدرسة لتعليم اللغة العربية، وظل بها حتى عاد إلى دمشق. كان عضوًا مؤسسًا في الرابطة الأدبية ببيونس آيرس. يعد من الرواد العرب في المهجر، فقد كان مرتبطًا ارتباطًا وثيقًا بتراثه وثقافته العربية، وعمل على نشر اللغة العربية ببلاد المهجر.
مع نشوء الرابطة الأدبية في أميركا الجنوبية، كان الأديب «الصارمي» أحد مؤسسيها، إلى جوار «زكي وإبراهيم، إلياس قنصل، وجبران مسوّح» وآخرين، وهي غير الرابطة القلمية التي أنشئت في المهجر الشمالي، ويذكر الباحث الراحل «فيليب حتي» في كتابه «السوريون في أميركا» أن جهود الرابطة تركزت في حماية اللغة العربية عبر تعليمها للأجيال الجديدة هناك، ويضيف: «أسس «الصارمي» مدرسة لتعليم اللغة العربية، وكان بيته مقصداً لطلاب اللغة العربية، وملتقى لأعضاء الرابطة الأدبية في «الأرجنتين»، كما علّم أولاده اللغة العربية كما لو كانوا في بلادهم الأصلية».

## الإنتاج الشعري
أورد له كتاب «فلسطين في الأدب المهجري» نماذج من شعره، ونشرت له مجلة المواهب عددًا من القصائد منها: «لست شيئًا يا قوم» - العدد (11) - أبريل 1947، و«أم تغني طفلها» - العددان (1و2) - مايو ويونيه 1949، و«رونق الشعر» - العدد (9) - مارس 1950، و«عاد للروض زهوه» - العدد (1) - مايو 1950، وله ديوان مخطوط عنوانه «الصارميات».
يدور شعره حول الحنين إلى الوطن، وذكريات الشباب، يميل إلى الشكوى، ومعاتبة الزمن، وله شعر يدعو فيه إلى الوحدة العربية، ونبذ الفرقة، إلى جانب شعر له يعبر فيه عن خبرته بالحياة والناس، كما كتب في الحث على طلب العلم، والتحلي بمكارم الأخلاق. وله شعر في الإشادة بدور الشباب في النهوض بالأمة، وبعثها من سباتها العميق. كما كتب المطارحات الشعرية الإخوانية، وله شعر يدافع فيه عن قضايا أمته العربية خاصة فلسطين. يميل إلى استثمار الرمز، وإسقاط ذاتيته على الأشياء. تتسم لغته باليسر مع ميلها إلى المباشرة وخياله قريب المنال.